# 렌나르트 칼레손
렌나르트 악셀 에드바르드 칼레손(스웨덴어: Lennart Axel Edvard Carleson, 1928–)박사는 스웨덴의 수학자다. 조화해석학에 공헌하였다.

## 학력
- 1944년~1950년: 웁살라 대학교 수학과 (박사)